# Aidy White
Aidan "Aidy" White, né le 10 octobre 1991 à Leeds, est un footballeur irlandais qui évolue au poste de défenseur à Rochdale.

## Biographie
À l'issue de la saison 2014-2015, il est liberé par Leeds et signe pour Rotherham United.
Le 8 janvier 2016, il rejoint Barnsley.
Le 5 août 2021, il rejoint Rochdale.

### En club
Barnsley FC
- Football League Trophy (1):
  - Vainqueur : 2016

 Hearts FC
- Scottish Football League First Division (deuxième division)
  - Champion: 2021